# Croton sarcopetalus
Espèce
Croton sarcopetalus est une espèce de plantes à fleurs du genre Croton et de la famille des Euphorbiaceae, présente de la Bolivie au nord de l'Argentine.
Il a pour synonymes :
- Croton sarcopetalus var. longipetiolatus, Pax & K.Hoffm., 1921
- Croton tucumanensis, Griseb., 1874
- Croton tucumanensis var. oblongatus, Griseb., 1874
- Oxydectes sarcopetala, (Müll.Arg.) Kuntze